# 싱가포르 거래소

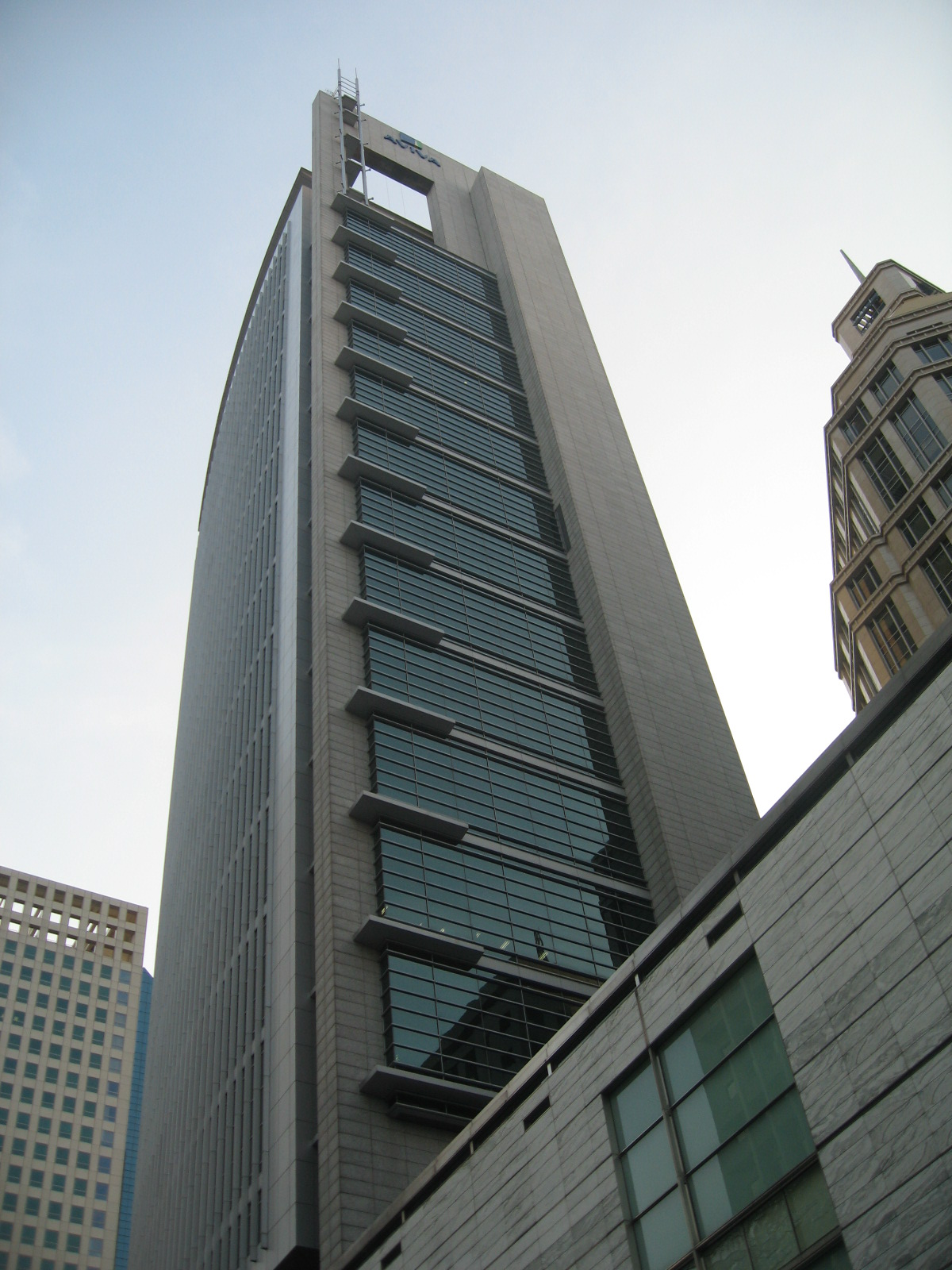
싱가포르 거래소

싱가포르 거래소(영어: Singapore Exchange, SGX)는 싱가포르의 금융 거래소로, 증권 및 파생 상품을 취급한다. 싱가포르 시간 기준으로 오전 9시부터 오후 6시까지 개장하며, 12시 30분부터 2시까지 휴장한다. 연중무휴로 개장한다.

## 연혁
- 1999년 12월 1일 설립